# Даниел Бел
Даниел Бел (на английски: Daniel Bell) е американски социолог и есеист. Преподава в университета Харвард (департамент Изкуство и литература), както и в Колумбийския университет. С многобройните си статии той е един от водещите социолози в САЩ.
Описва себе си като „социалист в областта на икономиката, либерал в политиката и консерватор в областта на културата“.

## Биография
Роден е на 10 май 1919 г. в Лоуър Ист Сайд, Манхатън, Ню Йорк в семейството на полско-еврейските имигранти Бенджамин Болоцки и Ан Каплан. Първият език на Бел е идиш. Баща му умира, когато Даниел е на 8 месеца. Израства в бедност с майка си и по-големия си брат. Когато е на 13 години, майка му променя фамилията им от Болоцки на Бел.
Получава бакалавърска степен през 1938 г. в Градския колеж на Ню Йорк, а след една година следва в Колумбийския университет.
В периода 1940–1950 г. работи като журналист и редактор.
Цяло десетилетие, между 1959 и 1969 г., преподава социология в Колумбийския университет. През 1960 г. там получава докторска степен.
От 1969 г. и до 90-те години преподава социология в Харвардския университет. През 1973 г. публикува книгата, която го прави известен: „Приближаващото постиндустриално общество. Опит за социално прогнозиране“ (The coming of post-industrial society: A venture of social forecasting).
Даниел Бел умира в собствения си дом в Кеймбридж (Масачузетс) на 25 януари 2011 г..

## Идеи
Той и Ален Турен са едни от създателите на постмодерното течение в социологията. В книгата си „Към постиндустриалното общество“ той излага своя възглед за обществото през 2000 г., в което преобладават научното познание и информатиката, а парадигмата индустриализация е надмината и човечеството е изправено пред други важни задачи за разрешаване. Тези възгледи са изложени първо в книгата му „Края на идеологиите“, публикувана през 1960 г. В нея Бел предрича постигането на политически консенсус, обясним с преодоляването на приоритета на материалното. В третата му книга, „Противоречията на капитализма“, се долавят по-песимистични нотки, свързани с бързото и зрелищно развитие на консуматорското общество.
Даниел Бел има заслугата да е един от тези, благодарение на които социологията става научна дисциплина. За някои той е консерватор и технократ, за други утопист и предшественик на хипи културата.

## Признание
През 1999 г. му е присъдена наградата „Алексис дьо Токвил“ за хуманизъм.

## Личен живот
Първите два брака на Даниел Бел, с Нора Поташник и Илейн Греъм, завършват с развод. През 1960 г. сключва брак с литературната критичка Пърл Казин Бел, еврейка и сестра на Алфред Казин.
Бел е баща на две деца. Синът му, Дейвид Бел, става професор по френска история в Принстънския университет. Дъщеря му, Джорди Бел, преподава история на жените в САЩ в Колежа Меримаунт.